# Matt Ridley

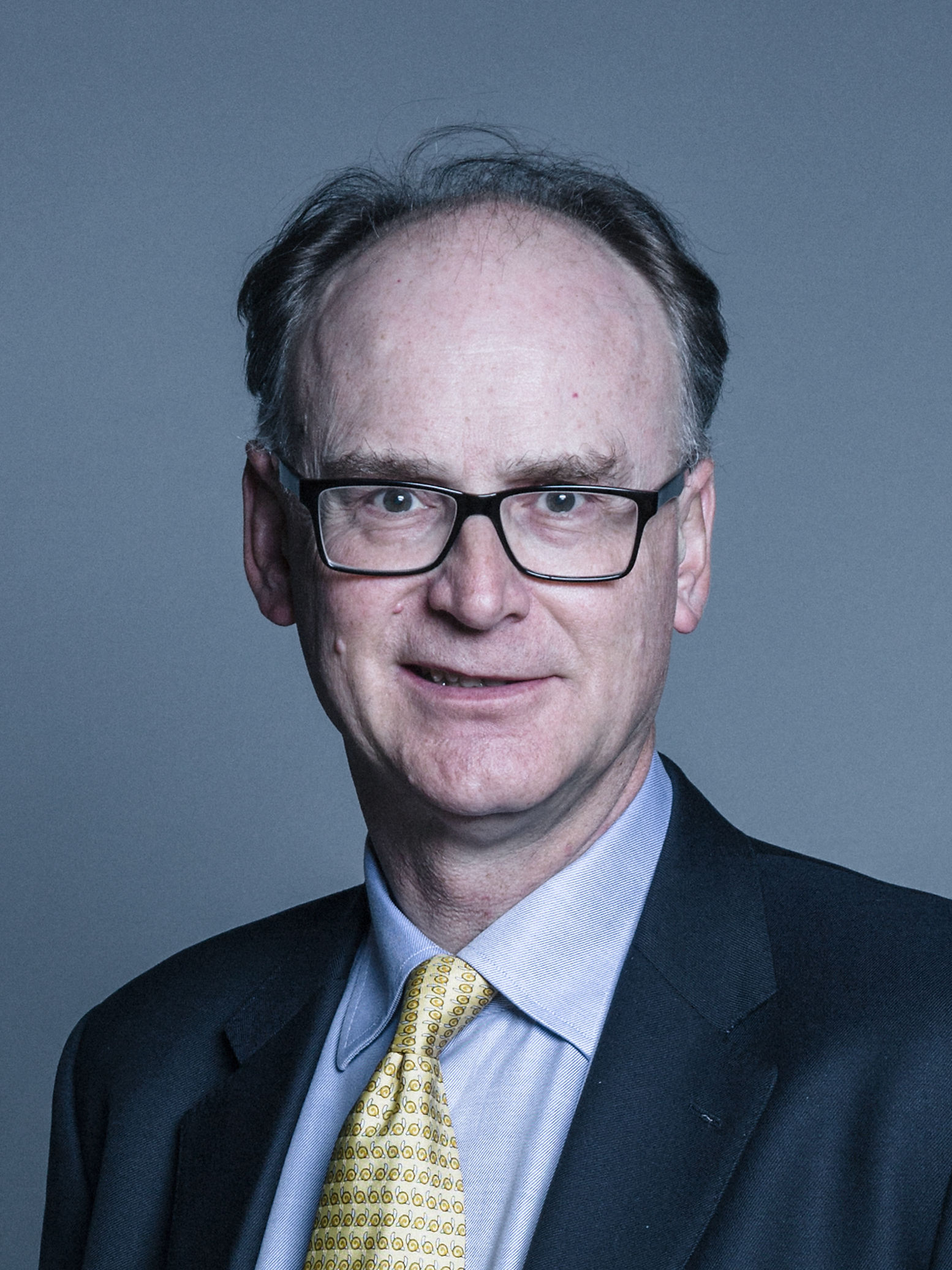
Matt Ridley (2018)

Matt (Matthew) White Ridley, 5. Viscount Ridley (* 7. Februar 1958 in Newcastle upon Tyne) ist ein britischer Peer, Politiker (Conservative Party), Unternehmer, Zoologe und Autor populärwissenschaftlicher Bücher.

## Leben

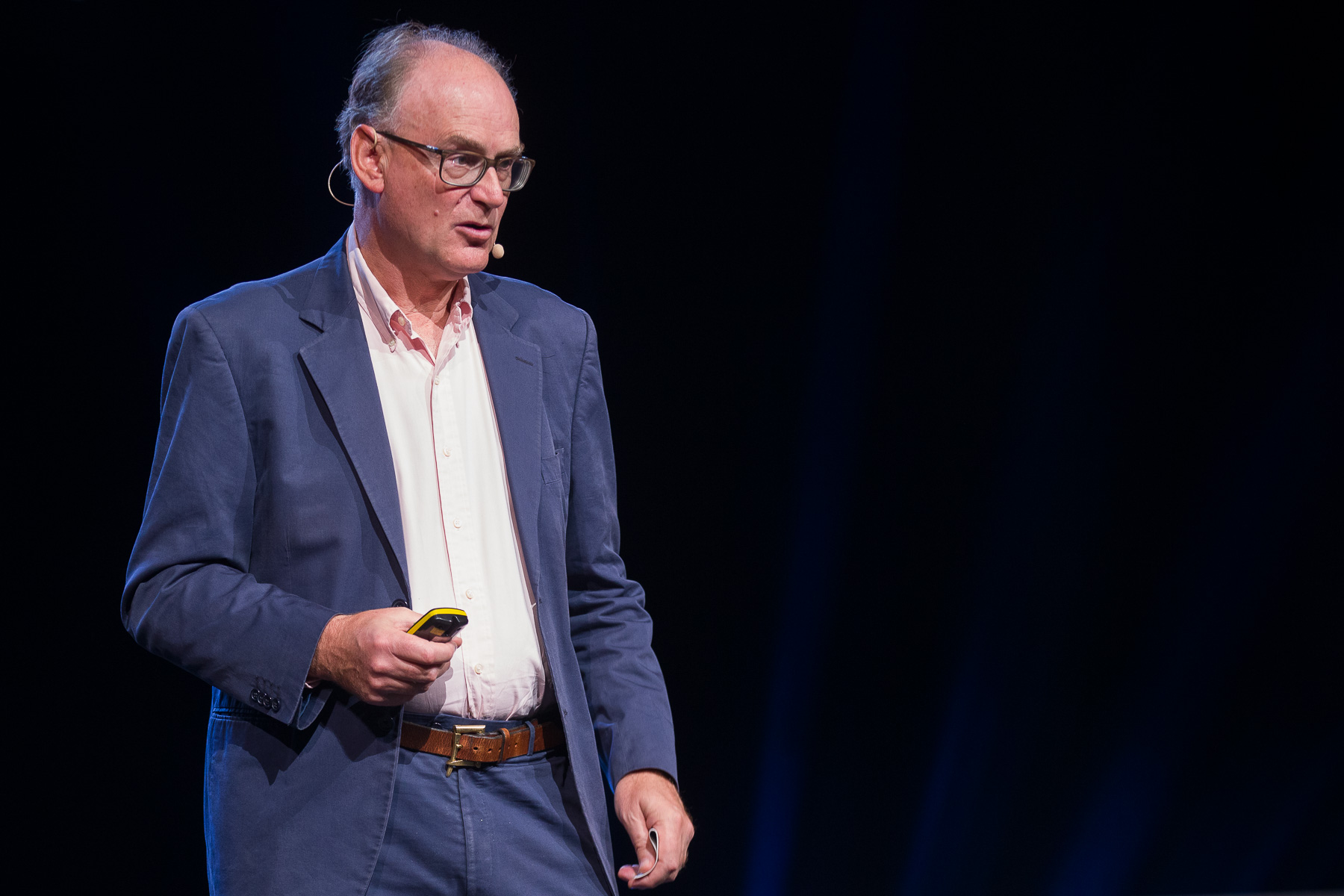

Ridley ist der Sohn von Matthew White Ridley, 4. Viscount Ridley (1925–2012) und von Anne Katharine Gabrielle Lumley (1928–2006). Sein Urgroßvater war der Architekt Edwin Lutyens, sein Onkel der Politiker Nicholas Ridley. Matt Ridley ist Vater eines Sohns und einer Tochter. Er hat drei Geschwister, seine Schwester Rose (1956–2020) war die Ehefrau von Owen Paterson.
Nach seinem Studium der Zoologie arbeitete Ridley von 1984 bis 1987 als Wissenschaftsredakteur beim britischen Economist, danach bis 1992 als dessen Korrespondent in den USA. Von 1996 bis 2003 war er Vorsitzender des International Centre for Life. Ridley erklärt in einigen seiner Werke, wie evolutionäre Adaption die komplexen Verhaltensweisen des Menschen begründet. Große Beachtung fand in Deutschland sein Buch The Origins of Virtue. Sein neustes Buch, The Rational Optimist (2010), schließt mit dem Aufruf: „Wage es, ein Optimist zu sein!“
Ridley ist Klima"skeptiker" und sitzt im Fachbeirat des einflussreichen Think Tanks Global Warming Policy Foundation, der die menschengemachte Erderwärmung bestreitet. Die globale Erwärmung hält er für grundsätzlich positiv und den Schaden, der durch die Klimapolitik (z. B. Verwendung von Biomasse, Windenergie) entstehe, für größer als den Schaden durch die globale Erwärmung. Von Klimaforschern wie Dana Nuccitelli werden sein Thesen zu dem Thema als falsch zurückgewiesen. Kritisiert wird Ridley zudem für seine Kontakte zur Kohleindustrie. Ridley ist Eigentümer von Land, auf dem sich Kohleminen befinden, von denen er Pachtzahlungen erhält. 2016 warb er beim damaligen konservativen Energieminister Lord Bourne für eine neue Technik im Betrieb von Kohlekraftwerken, worauf ihm Lobbyismus für die Kohleindustrie vorgeworfen wurde. Ridley selbst bestreitet die Vorwürfe, aus eigenem finanziellen Interesse zu handeln.
Von 1994 bis 2007 war Ridley Mitglied des Aufsichtsrates der Bank Northern Rock, ab 2004 dessen Vorsitzender. Im Jahr 2007 trat er von diesem Amt zurück, nachdem die Bank infolge der Subprime-Krise 2007 in Schieflage geraten war und er von Mitgliedern des Parlaments beschuldigt wurde, die Risiken in den Geschäften der Bank nicht rechtzeitig erkannt zu haben.
Nach dem Tod seines Vaters 2012 erbte Ridley den Titel des Viscount Ridley und übernahm Blagdon Hall, den Landsitz der Ridleys. Am 6. Februar 2013 wurde er daraufhin als Erbadeliger (Hereditary Peer) in das House of Lords gewählt, dem er bis Dezember 2021 angehörte. Er trat dort die Nachfolge von Robert Shirley, 13. Earl Ferrers an. Im House of Lords gehörte er dem Science and Technology Committee und dem Artificial Intelligence Committee an.
2011 wurde er für sein Buch "The Rational Optimist" vom New Yorker Think Tank "Manhattan Institute" mit dem mit 50.000 Dollar dotierten Hayek Prize ausgezeichnet.
2012 wurde Matt Ridley in die American Academy of Arts and Sciences gewählt.
Die Royal Agricultural Society of England verlieh 2015 die Bledisloe Gold Medal an Ridley für seine umfangreichen Verbesserungen der Umweltbedingungen auf dem Land von Blagdon Hall.

## Bücher (Auswahl)
- Red Queen: Sex and the Evolution of Human Nature. Prentice Hall, 1994, ISBN 0-02-603340-2.
  - deutsch Eros und Evolution. Die Naturgeschichte der Sexualität. Knaur, München 1995, ISBN 3-426-26852-3.
- The Origins of Virtue: Human Instincts and The Evolution of Cooperation. Viking Adult, 1997, ISBN 0-670-87449-3.
  - deutsch Die Biologie der Tugend. Warum es sich lohnt, gut zu sein. Ullstein, Berlin 1997, ISBN 3-550-06953-7.
- Genome: The Autobiography of a Species in 23 Chapters. Fourth Estate, 1999, ISBN 1-85702-834-1.
  - deutsch Alphabet des Lebens. Die Geschichte des menschlichen Genoms. Claassen, München 2000, ISBN 3-546-00226-1.
- Nature Via Nurture: Genes, Experience, and What Makes Us Human. HarperCollins, 2003, ISBN 0-06-000678-1.
- Francis Crick: Discoverer of the Genetic Code. Eminent Lives, 2006, ISBN 0-06-082333-X.
- The Rational Optimist: How Prosperity Evolves. Harper, 2010, ISBN 978-0-06-145205-5.
  - deutsch Wenn Ideen Sex haben. Wie Fortschritt entsteht und Wohlstand vermehrt wird. DVA, München 2011, ISBN 978-3-421-04528-7.
- The Evolution of Everything: How Ideas Emerge. Harper, 2015, ISBN 978-0-06-229601-6.
- How Innovation Works: And Why It Flourishes in Freedom. Harper, 2020, ISBN 978-0-00-833481-9.
- mit Alina Chan: Viral: The Search for the Origin of COVID-19. Harper, 2021, ISBN 978-0-063-13912-1.